# Estadio El Madrigal
Az Estadio El Madrigal egy spanyol labdarúgó-stadion, mely Villarreal városában van. 1923-ban épült, azóta kétszer, 1952-ben és 2005-ben került sor felújításra. A stadion használója a Villarreal CF, mely az élvonalban szerepel. A létesítmény maximális befogadóképessége 25 000 fő. A lelátók fedettek, kivilágítás van.

## Fordítás
- Ez a szócikk részben vagy egészben  az   Estadio El Madrigal című angol Wikipédia-szócikk fordításán alapul.  Az eredeti cikk szerkesztőit annak laptörténete sorolja fel. Ez a jelzés csupán a megfogalmazás eredetét és a szerzői jogokat jelzi, nem szolgál a cikkben szereplő információk forrásmegjelöléseként.